# Bukowie Dolne
Bukowie [pronunciación en polaco: /buˈkɔvjɛ ˈdɔlnɛ/] es un pueblo ubicado en el distrito administrativo de Gmina Drużbice, dentro del condado de Bełchatów, voivodato de Łódź, en el centro de Polonia. Se encuentra a unos 4 kilómetros al sur de Drużbice, a 9 kilómetros al noreste de Bełchatów, y a 39 kilómetros al sur de la capital regional Łódź.